# Hodgson Nunatak
Hodgson Nunatak är en nunatak i Antarktis. Den ligger i Västantarktis. Inget land gör anspråk på området. Toppen på Hodgson Nunatak är 371 meter över havet.
Terrängen runt Hodgson Nunatak är platt. Trakten är obefolkad. Det finns inga samhällen i närheten.